# 伦格里希 (下萨克森州)
伦格里希（德語：Lengerich，發音：[ˈlɛŋəʁɪç] ⓘ）是德国下萨克森州埃姆斯兰县的市镇，面积31.72平方千米，2023年12月31日人口为2,858人。